# Yasuhide Ihara
Yasuhide Ihara (født 8. marts 1973) er en tidligere japansk fodboldspiller.
Han har spillet for flere forskellige klubber i sin karriere, herunder Kyoto Purple Sanga.